# Wspaniały świat
Wspaniały Świat (ang. Cool World) – amerykański film akcji z 1992 r. łączący technikę animacji z grą prawdziwych aktorów.

## Fabuła
Jack Deebs (Gabriel Byrne) to więzień, który chcąc uciec od otaczającej go rzeczywistości, kreuje własny „Wspaniały Świat” i zamyka go w kartach komiksu. Nie spodziewa się nawet, że ów wytwór istnieje naprawdę. Co więcej, rysownik staje się więźniem własnej wizji, a na dodatek pada ofiarą intrygi zaplanowanej przez uwodzicielską Holli Would (Kim Basinger), która za wszelką cenę pragnie stać się prawdziwą kobietą, łamiąc tym samym obowiązujące prawo. Wola głównego bohatera nie jest wyjątkowo silna, jednak na straży porządku we Wspaniałym Świecie stoi Frank Harris (Brad Pitt), jedyna poza Jackiem realna postać żyjąca w komiksie.

## Obsada
- Kim Basinger – Holli Would
- Gabriel Byrne – Jack Deebs
- Brad Pitt – detektyw Frank Harris
- Michele Abrams – Jennifer Malley
- Deirdre O’Connell – Isabelle Malley
- Janni Brenn – Agatha Rose Harris